# Aalborg Handelsskole
Aalborg Handelsskole er én af Aalborgs største og ældste uddannelsesinstitutioner. Her udbydes stort set alle former for uddannelse inden for det merkantile område. Det gælder både handelsgymnasiale uddannelser (HHX), erhvervsuddannelser (EUD Business og EUX Business) og flere typer af efter og videreuddannelser for unge, voksne og virksomheder. Aalborg Handelsskole blev grundlagt i 1875.
Skolen har omkring 2.800 årselever, heraf cirka 1.650 elever på Handelsgymnasiet og 900 elever på erhvervsuddannelserne. Skolens kursusafdeling 'Center for karriere og uddannelse' har årligt cirka 7000 kursister, som indgår i forløb fra en dag til seks uger.
Skolen har omkring 300 fuldtidsansatte, fordelt på fire afdelinger – Langagervej, Strandvejen, Turøgade og Saxogade med til sammen over 45.000 m2.
Omsætningen er cirka 207 mio. kr. (2016-tal), og en egenkapital på 94 mio.